# Kristiansand Station
Kristiansand Station (Kristiansand stasjon) er en jernbanestation på Sørlandsbanen, der ligger i Kristiansand i Norge. Stationen ligger i centrum af byen i forbindelse med rutebilstationen og færgehavn for Color Line og Fjord Line, der har afgange til Hirtshals. Stationen ligger 365,29 km fra Oslo Centralstation og 5,5 meter over havet. Stationsbygningen indeholder billetkontor, ventesal, opbevaringsbokse, kiosk og cafeteria.
Stationen åbnede i 1895, da Setesdalsbanen (nu nedlagt) begyndte trafik på strækningen Kristiansand – Byglandsfjord. Stationsbygningen er ligesom de andre på Setesdalsbanen opført efter tegninger af Paul Due men adskiller sig ved at være opført i mursten. Det skyldes at der var indført tvungen brug af mursten i Kristiansand efter en bybrand i 1892.
I 1938 blev Sørlandsbanen forlænget fra Nelaug til Kristiansand, idet den overtog Setesdalsbanen strækning mellem Grovane og Kristiansand. I stedet fik Setesdalsbanen endestation i Grovane. I Kristiansand blev stationsbygningen udvidet i forbindelse med tilslutningen til Sørlandsbanen. I 1944 forlængedes Sørlandsbanen til Stavanger.
Kristiansand Station er en sækbanegård, hvilket betyder, at alle persontog der skal videre mod Oslo eller Stavanger må skifte køreretning. Udenfor stationen ligger der en sportrekant, som kan benyttes af godstog til at køre uden om Kristiansand, så de slipper for at skulle skifte retning. Stationen har desuden en havnebane og et sidespor til Glencore Nikkelverk. Den tidligere havnebane til Silokaia på Odderøya er nedlagt.